# Distribución disyunta

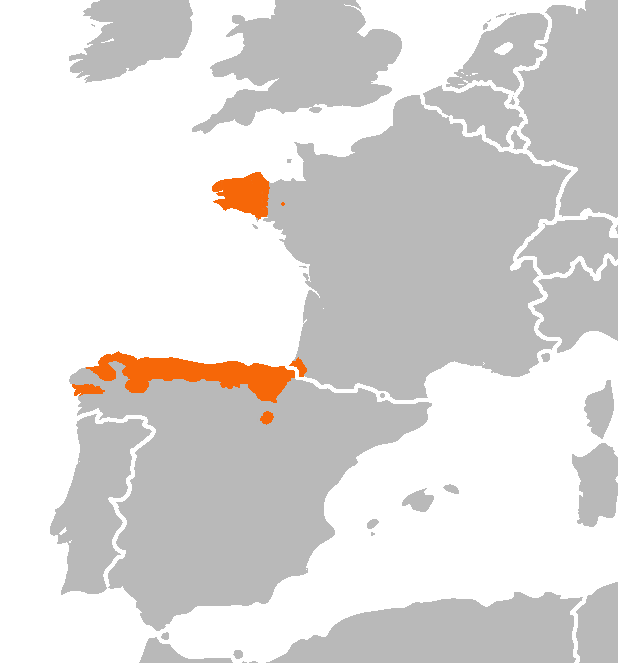
Un ejemplo de distribución disjunta en el gasterópodo Elona quimperiana.

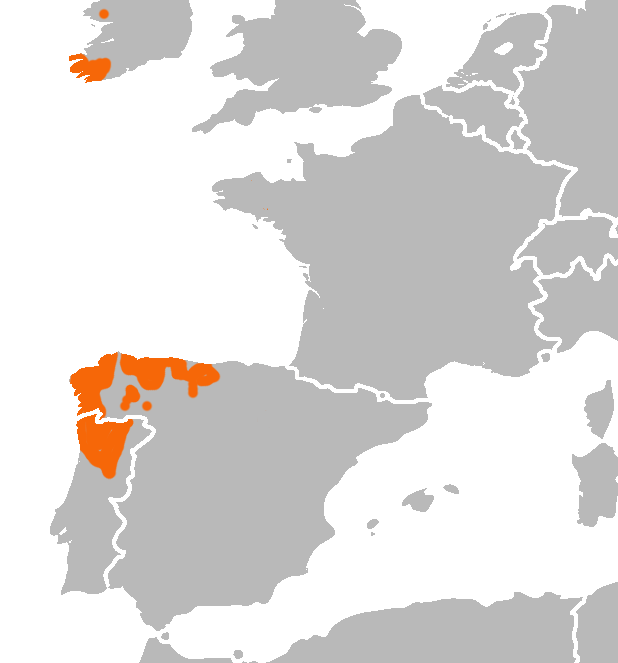
Distribución denominada lusitánica en el gasterópodo Geomalacus maculosus.

En biogeografía, un taxón con una distribución disyunta, distribución disyuntiva o distribución disjunta es una distribución geográfica de una especie (u otro taxón) que tiene dos o más poblaciones ampliamente separadas una de otra geográficamente.
"Un patrón de distribución disyunta consiste en dos o más áreas ocupadas por un mismo taxón (o varios taxa relacionados) que se encuentran separadas entre sí por una distancia que excede la capacidad de dispersión del taxón. Esto significa que existe una disyunción geográfica, representada por barreras geográficas que producen aislamiento reproductivo (Llorente y Morrone 2001)."

## Causas de la distribución disyunta
La causa suele ser la aparición de una barrera natural, como la inundación del Mediterráneo tras la Crisis salina del Mesiniense, la regresión glaciar o la desertización del Sahara. 
En ocasiones, sin embargo, se produce una intervención humana muy antigua, si bien con frecuencia es difícil de detectar.

## Patrones de distribución disyunta
Existen numerosos patrones de distribución disyunta a escalas muy diferentes: 

### Relictosglaciares
Muchos géneros tienen especies vicariantes como consecuencia de la regresión glaciar. Esto ocurre con el género Abies, presente en numerosos macizos montañosos donde especiaron tras la retirada de los casquetes glaciares. Las poblaciones migraron latitudinalmente de forma paralela a la retirada de los hielos, pero algunas remontaron las cordilleras y se produjo una especiación alopátrica. Otro ejemplo podría ser el género Cedrus presente tan sólo en las montañas del Magreb (Cedrus atlantica), en las del Líbano(Cedrus libani), en Chipre (Cedrus brevifolia) y en el Himalaya (Cedrus deodara).

### Disyunción Irano-Turaniana
Stipa tenacissima tiene una distribución disjunta entre la región entre el mar Negro y el mar Caspio y el Mediterráneo Occidental. Probablemente estas especies llegarían con la Crisis salina del Mesiniense en la que se desecó prácticamente el Mediterráneo.

### Disyunción Europa-Sudáfrica
El género Erica se encuentra distribuido entre Sudáfrica (más de 600 especies) y Europa (unas 70 especies), con un gran vacío en todo el continente africano.

### Especies relictas en elSahara
Algunos géneros como Olea presentan una distribución disyunta entre el Mediterráneo (Olea europaea) y las montañas centrales del Sahara (Olea laperrini). El cocodrilo del Nilo (Crocodylus niloticus) se encuentra también en algunas gueltas saharianas y en los macizos montañosos como el Hoggar. Varias especies de vertebrados tienen esta misma distribución disyunta entre el norte y el sur del Sahara como consecuencia de su desertización: Psammophis schokari, Bitis arietans, Gazella dorcas. Algunas, como el elefante, el leopardo o el león del Atlas, han desaparecido en tiempos históricos.

### Distribución lusitánica
Varias especies tienen una distribución denominada lusitánica apareciendo en la península ibérica y en Irlanda, sin pasar por Gran Bretaña. Entre las especies que tienen esta distribución, están algunos gasterópodos Geomalacus maculosus o Semilimax pyrenaicus y varias plantas como algunas ericáceas como Daboecia cantabrica o Arbutus unedo.
Las teorías sobre el origen de esta distribución pasan por suponer que existió un puente terrestre libre de hielo que permitió la existencia de un refugio cuaternario. Esta hipótesis está descartada en la actualidad.
Con el empleo de marcadores genéticos se ha podido desarrollar una nueva teoría. Mascheretti et al. (2003) examinaron los genotipos de Sorex minutus y comprobaron que las poblaciones irlandesas estaban más próximas a las ibéricas que a otras poblaciones europeas y la estructura genética de la población sugería un único efecto fundador. Los autores concluyen que existiría un contacto Paleolítico o Mesolítico desde el suroeste de Europa. 
Algo semejante ocurre con Microtus arvalis en las Orcadas y con otros micromamíferos que aparecen en las islas británicas como Microtus epiroticus o Clethrionomys glareolus
Estos resultados coinciden con los trabajos en genética humana que afirman una fuerte similitud entre las poblaciones humanas ibéricas y del sur de Irlanda.

## Ejemplos de distribución disyunta
- El género Coriaria, tiene una distribución disyunta en el Mediterráneo y desde Pakistán a Japón, de Nueva Guinea, Nueva Zelanda y del sur de Sudamérica.[10]
- El género Cyanopica, que se ha comprobado recientemente que incluye dos especies,[11] con una distribución disjunta entre la península ibérica (Cyanopica cookii) y Asia oriental (Cyanopica cyanus).